# Mimachlamys sanguinea
Mimachlamys sanguinea är en musselart som först beskrevs av Carl von Linné 1758.  Mimachlamys sanguinea ingår i släktet Mimachlamys och familjen kammusslor. Inga underarter finns listade i Catalogue of Life.

brun form, höger klaff
brun form, vänster klaff

violett form, höger klaff
violett form, vänster klaff

var. aurantia, höger klaff
var. aurantia, vänster klaff

var. citrina, höger klaff
var. citrina, vänster klaff